# Pier Giacomo Pisoni
Pier Giacomo Pisoni (* 8. Juli 1928 in Germignaga (in der Nähe von Luino), Italien; † 8. Februar 1991 in Germignaga, Italien) war ein italienischer Schriftsteller, Historiker, Paläograph und Archivar.
Er widmete seine Forschung hauptsächlich der mittelalterlichen Lokalgeschichte des Lago Maggiore. Er entdeckte wieder und er veröffentlichte den bis damals für verlorengegangenen gehaltenen, von Petarcas Freund Guglielmo Maramauro geschriebenen Kommertar des XIV. Jahrhunderts zur Dantes „Göttlichen Komödie“ („Expositione sopra l'Inferno di Dante Alligieri“).
Er schrieb ab und er veröffentlichte zahlreiche Epigraphen, Dokumente, Handschriften, Kommunalstatuten, Briefe und alte Rechnungsregister (wie den „Liber tabuli Vitaliani Bonromei“). Er sammelte alte örtliche Volkslieder und er publizierte mehrere Artikel und Bücher über die Geschichte der Lombardei sowie Monographien über die lokalen Kunstwerke und historischen Familien.